# هيرنان لوبيز (دراج على المضمار)
هيرنان لوبيز (بالإسبانية: Hernán López)‏ هو دراج على المضمار أرجنتيني، ولد في 5 يوليو 1973.

## وصلات خارجية
- هيرنان لوبيز على موقع أوليمبيديا (الإنجليزية)